# Molí de Vallespinosa
El Molí de Vallespinosa és una obra de Pontils (Conca de Barberà) inclosa a l'Inventari del Patrimoni Arquitectònic de Catalunya.

## Descripció
Molí en ruïnes. Es tracta d'un edifici quadrat amb una obertura d'entrada a la part baixa on es conserva la volta de canó, part de l'alçat i estructures interiors. A l'accés principal es conserven restes de l'arc adovellat. A la clau hi ha inscrita la data 1831. Altres elements conservats són les moles, a la planta soterrada, El seu estat de conservació és més bo i també resta part d'una volta de mig punt.

## Història
És a l'esquerra de la rasa de Vallespinosa, afluent del riu Gaià i prop de l'entrada del poble de Vallespinosa i quasi tocant el pontet on hi creua el camí de Santa Perpètua. Es troba tot ell en estat ruïnós i completament abandonat.